# Tsjetsjeense Autonome Oblast
De Tsjetsjeense Autonome Oblast (Russisch: Чеченская автономная область, Tsjetsjenskaja avtonomnaja oblast) is een voormalige autonome oblast in de Sovjet-Unie.
Het gebied werd afgescheiden van de Sovjetrepubliek der Bergvolkeren als nationaal district en werd omgevormd tot autonome oblast op 13 november 1922. Later werd deze autonome oblast samengevoegd met het Ingoesjetische gebied tot de Tsjetsjeens-Ingoesjetische Autonome Oblast en in 1936 tot de Tsjetsjeens-Ingoesjetische ASSR, waaruit na het uiteenvallen van de Sovjet-Unie Tsjetsjenië en Ingoesjetië ontstonden.